# Elena Gigli
Elena Gigli (* 9. Juli 1985 in Empoli) ist eine ehemalige italienische Wasserballspielerin. Sie war Olympiasiegerin 2004 sowie Europameisterin 2012, 2006 war sie Zweite bei den Europameisterschaften.

## Karriere
Die 1,92 m große Elena Gigli spielte von 2003 bis 2010 im Tor von Fiorentina Waterpolo und gewann 2007 den italienischen Meistertitel. 2012 war sie mit Pro Recco italienische Meisterin.
2004 gehörte Gigli als Ersatztorhüterin für Francesca Conti zur Nationalmannschaft beim olympischen Wasserballturnier in Athen. Gigli wurde nur beim 7:2-Vorrundensieg über die griechische Mannschaft eingesetzt. Im Finale gegen die Griechinnen siegten die Italienerinnen dann ohne Gigli mit 10:9. Alle eingesetzten Spielerinnen erhielten die olympische Goldmedaille. 2005 bei der Weltmeisterschaft in Montreal belegte die italienische Mannschaft den siebten Platz.
Bei der Europameisterschaft 2006 bildeten Chiara Brancati und Elena Gigli das Torhüterinnenduo. Die Italienerinnen erreichten das Finale und unterlagen dort den Russinnen mit 10:12. Im Jahr darauf bei der Weltmeisterschaft in Melbourne unterlagen die Italienerinnen im Viertelfinale den Gastgeberinnen mit 8:12 und belegten in den Platzierungsspielen den fünften Rang. Auch bei den Olympischen Spielen 2008 in Peking hüteten Brancati und Gigli das italienische Tor, wobei Gigli in vier Spielen eingesetzt wurde und Brancati nur in einem Spiel. Die Italienerinnen unterlagen im Viertelfinale den Niederländerinnen mit 11:13 und belegten letztlich den sechsten Platz.
2009 war Rom Austragungsort der Weltmeisterschaft. Elena Gigli war Stammtorhüterin mit Eleonora Gay als Ersatzfrau. Die Italienerinnen unterlagen im Achtelfinale den Griechinnen mit 9:10 und wurden letztlich Neunte. Zwei Jahre später bei der Weltmeisterschaft 2011 in Shanghai bildeten Giulia Gorlero und Elena Gigli das Torhüterinnenduo. Die Italienerinnen bezwangen im Viertelfinale die Australierinnen nach Fünf-Meter-Schießen. Nach Niederlagen gegen die Griechinnen im Halbfinale und gegen die Russinnen im Spiel um den dritten Platz wurden die Italienerinnen Vierte.
Im Januar 2012 bei der Europameisterschaft in Eindhoven gewannen die Niederländerinnen im Viertelfinale gegen die Niederländerinnen nach Fünf-Meter-Schießen. Nach einem Halbfinalsieg über die Russinnen standen sich im Finale Italienerinnen und Griechinnen gegenüber und diesmal siegten die Italienerinnen mit 13:10. Bei den Olympischen Spielen 2012 in London spielte Elena Gigli in allen sechs Partien, Gorlero hatte zwei Kurzeinsätze. Nach einer Viertelfinalniederlage gegen die Mannschaft aus den Vereinigten Staaten belegten die Italienerinnen insgesamt den siebten Platz. 2013 war Gigli Stammtorhüterin bei der Weltmeisterschaft in Barcelona, Ersatztorhüterin Loredana Sparano kam nur zu einem Kurzeinsatz. Die Italienerinnen unterlagen im Achtelfinale den Griechinnen im Fünf-Meter-Schießen und belegten dann den zehnten Platz.